# Sirje Karis
Sirje Karis, född Jädal 9 augusti 1956 i Pärnu, är en estländsk historiker och museichef. Hon är sedan oktober 2021 Estlands första dam i och med sitt giftermål med president Alar Karis.

## Biografi
Sirje Karis avlade gymnasiexamen vid Miina Härma Gymnasium i Tartu år 1974. År 1981 avlade hon examen som historiker vid Tartu universitet och 2010 en masterexamen i organisationskultur vid samma universitet. Karis har haft flera positioner på universitet som bibliotekarie, forskare och museolog. 2002 blev hon chef för Tartus Stadsmuseum fram till 2005 och sedan åter 2018–2022. Åren 2006–2018 var Karis chef för Estlands historiska museum. Under hennes tid som chef översåg hon en stor renovering och tillbyggnad av museet. Karis är ledamot i flera estniska kultur- och museisamfund.

## Familj
Sirje Karis gifte sig 1977 med Alar Karis som 2021 blev Estlands president. Paret har tre barn.

## Utmärkelser
- Tartus medalj, 2006.[1]
- 4:e klassen av Vita stjärnans orden, 2013.[1]
- Kommendör med stora korset av Kungl. Nordstjärneorden, 2 maj 2023.[2]